# Sielsowiet Łochowska Słoboda
Sielsowiet Łochowska Słoboda (biał. Лугаваслабадскі сельсавет, ros. Луговослободской сельсовет) – sielsowiet na Białorusi, w obwodzie mińskim, w rejonie mińskim.

## Miejscowości
- agromiasteczka
  - Łochowska Słoboda
  - Zamostocze
- wsie
  - Daniłówka
  - Dubrowa
  - Dworzec
  - Huzhalaŭka
  - Jochimowo
  - Kalodziežki
  - Ksawerowo
  - Lebiedziniec
  - Obczak
  - Pryliessie
  - Siniło
  - Wiasiolki
  - Zabołocie
  - Zajameczne
  - Zarzecze
  - Zastarynie
- osiedle
  - Prywolny